# Treuhandverwaltung für das Deutsch-Niederländische Finanzabkommen
Die Treuhandverwaltung für das Deutsch-Niederländische Finanzabkommen GmbH (Tredefina) war eine 1920 von der Regierung der Weimarer Republik gebildete Anstalt des öffentlichen Rechts zur Verwaltung eines von der Regierung der Niederlande dem Deutschen Reich gewährten revolvierenden Kredits von 140 Millionen Niederländischer Gulden.

## Geschichte

### Gründung und Wirken
Nach dem Ende des Ersten Weltkriegs sah sich die deutsche Volkswirtschaft unter anderem einer erheblichen Devisenknappheit ausgesetzt, was die dringend notwendige Einfuhr von Lebensmitteln und industriellen Rohstoffen behinderte. Da niederländische Banken nach dem Kriegsende ihre Beziehungen nach Deutschland wieder intensivierten, ließ der am 21. Juni 1919 zum Reichsminister der Finanzen ernannte Matthias Erzberger bereits im Juli 1919 bei dem Bankier und Vorstandsvorsitzenden der Nederlandsche Handel-Maatschappij, Cornelis Johannes Karel van Aalst, die Bereitschaft der niederländischen Banken zur Gewährung eines Kredits von 500 Millionen Gulden an das Deutsche Reich erkunden. Nach langen Verhandlungen, auf deutscher Seite geführt von Alexander Kreuter, Kommissar für Rohstoffe und Fabrikate des „Diktatorischen Wirtschaftsausschusses“, wurde am 11. Mai 1920 der Staatsvertrag über das Deutsch-Niederländische Finanzabkommen unterzeichnet. Gemäß diesem Abkommen gewährten niederländische Banken dem Deutschen Reich einen einmaligen Sofortkredit von 60 Millionen Gulden für die Einfuhr von Lebensmitteln aus den Niederlanden bzw. Niederländisch-Indien sowie 140 Millionen Gulden als revolvierender Kredit zur Finanzierung von Rohstoffimporten für die deutsche Industrie. Der Zinssatz betrug 6 Prozent.
Daraufhin wurde zur Verwaltung des Kredits die Treuhandverwaltung für das Deutsch-Niederländische Finanzabkommen GmbH mit einem Stammkapital von 200.000 Mark (davon 50 % eingezahlt) gegründet, mit Kreuter als Leiter. Das Abkommen trat dann gegen Ende 1920 in Kraft und wurde in der Folge mehrfach verlängert. Die Tredefina erteilte, gegen entsprechende Kreditsicherungen durch Sicherungsübereignung von Waren oder Verpfändung von Kapitalgütern wie z. B. Schiffen, Gulden-Kredite und überwachte deren Abwicklung. Die Kredite liefen normalerweise über ein Jahr, mit der Möglichkeit einer Prolongation, und waren in effektiven Gulden zurückzuzahlen. Die Kreditnehmer waren verpflichtet, zur Kreditsicherung übertragene Warenbestände und die Räume bzw. Plätze, an denen diese aufbewahrt wurden, stets mit der Bezeichnung „DNF“ zu kennzeichnen. Der Kredit wurde in den ersten Jahren des Zweiten Weltkriegs, nach der Besetzung Frankreichs, zurückgezahlt.

### Zweiter Weltkrieg und Zweckentfremdung
Im Zweiten Weltkrieg wurden verbliebene Gelder der Tredefina von Kreuter, inzwischen Mitglied der Allgemeinen SS und im Dienst des von Walter Schellenberg geleiteten Auslandsnachrichtendienstes im Amt VI des Reichssicherheitshauptamts (RSHA) der SS, dazu genutzt, die „arisierte“ französische Investmentbank „Société Financière pour l’Étranger“ (SFE) zu übernehmen, sie in „Société de Crédits et d’Investissements“ (SCI) umzubenennen und über sie mit Geldern der Tredefina „arisierte“ Anteile an französischen Firmen aufzukaufen, u. a. die „Société des Schistes Bitumineux d’Autun“, die die Ölschiefer bei Autun ausbeutete, und die Warenhauskette „Galeries Lafayette“.

### Nachkriegszeit
Der Kredit wurde nach dem Zweiten Weltkrieg von einem niederländischen Bankenkonsortium auf privater Basis und auf der Grundlage einer besonderen Lizenz mit anfangs 25 Millionen Gulden erneuert, bald darauf auf 50 Millionen Gulden und Anfang der 1960er Jahre auf 200 Millionen Gulden erhöht. Der neue Kredit konnte teilweise für Einfuhren aus dem Dollar-Raum genutzt werden, wobei ihre Laufzeit auf sechs Monate befristet war, während Gulden-Kredite zwölf Monate liefen. Das Stammkapital der Treuhandverwaltung wurde nach der Währungsreform von 1948 auf 200.000 DM umgestellt. Die Tredefina, nun mit Zweigstellen in Düsseldorf und München, bestand bis in die frühen 1970er Jahre.